# Stephen Strasburg
Stephen James Strasburg (San Diego, 20 juli 1988) is een Amerikaans voormalig professioneel honkbalspeler die zijn gehele carrière uit kwam voor de Washington Nationals in de Major League Baseball (MLB). Strasburg werd in 2009 als eerste gekozen in de Major League Baseball-draft. Hij maakte in 2010 zijn debuut in de Major League en kondigde op zondag 7 april 2024 aan zijn carrière te beëindigen. Hij speelde als werper.

## Carrière

### Draft en minor league
Op 9 juni 2009 werd Strasburg als eerste gekozen in de Major League Baseball draft door de Washington Nationals. Op 17 augustus tekende hij een contact met de Nationals voor vier jaar, met een waarde van $15,1 miljoen dollar. Dit was destijds het hoogste bedrag ooit waarvoor een speler in de draft werd gecontracteerd. Het record was daarvoor in handen van Mark Prior, die in 2001 een contract ter waarde van $10,5 miljoen dollar tekende.
Strasburg maakt op 16 oktober 2009 zijn professionele debuut voor de Phoenix Desert Dogs in de Arizona Fall League.
Aan het begin van het seizoen 2010 werd Strasburg toegewezen aan de Harrisburg Senators, die uitkomen in de Class AA Eastern League. Op 14 mei werd hij naar de Syracuse Chiefs gestuurd, die uitkomen in de Class AAA International League. 

### Washington Nationals (2010-2024)
Strasburg maakte zijn debut in de Major League op 8 juni 2010, tegen de Pittsburgh Pirates. Hij gooide 14 strike outs in 7 innings, met twee earned runs en geen enkele keer vier wijd. De 14 strike outs waren een record voor een Washington Nationals speler. Daarnaast was hij de eerste speler ooit die ten minste 11 strike outs gooide zonder vier wijd te gooien in een MLB debuut. Hij gooide iedere Pirates speler in de line-up minimaal één keer uit en hij gooide een strike out bij de laatste zeven spelers die hij tegenover zich kreeg, wat ook een Nationals record was.
Op zondag 7 april 2024 gaf Strasburg aan zijn carrière te beëindigen. Sinds 2019 was hij, door verschillende blessures, slechts acht keer in actie gekomen.

## Privé
Strasburg werd geboren in San Diego, als zoon van Jim Strasburg, een vastgoedontwikkelaar, en Kathleen Swett Strasburg, een diëtiste. Hij groeide op als fan van San Diego Padres.
Op 9 januari 2010 trouwde Strasburg met Rachel Lackey. Ze ontmoetten elkaar als studenten aan San Diego State University. Samen hebben ze twee kinderen.